# Jean-Claude Brialy
Jean-Claude Brialy (30. marts 1933 – 30. maj 2007) var en fransk skuespiller, der spillede med i et utal af film fra midten af 1950'erne og stort set til sin død.
Jean-Claude Brialy var søn af en officer og født i Algeriet. I starten af 1950'erne gik han på teaterskole i Strasbourg, og han befandt sig i Paris, da en række unge rebelske filmfolk gik i gang med at nytænke fransk film. Hans første film var Jean Renoirs Elena et les hommes (1956), hvor han dog ikke kom på rollelisten. Det blev dog snart anderledes, og han var meget brugt af Nouvelle Vague-instruktører som Claude Chabrol, Louis Malle, Eric Rohmer, Jean-Luc Godard og François Truffaut.
Brialy prøvede i 1970'erne også kræfter med at skrive manuskripter og instruere film, dog uden den helt store succes. I samme årti cementerede han sin plads som en af de mest kendte skuespillere med en række karakterroller. Senere måtte han påtage sig en del roller i folkekomedier, men det blev fortsat til et par markante roller, blandt andet i Dronning Margot fra 1994.
Gennem en årrække var Brialy ved siden af sine mange filmindspilninger teaterchef i Paris.

## Filmografi
Udvalgte film med Brialy på rollelisten (når den er kendt, er dansk titel brugt med original titel i parentes):
- Kreutzer-sonaten (La Sonate à Kreutzer) (kortfilm, 1956, instr. Eric Rohmer)
- Charlotte et Véronique, ou Tous les garçons s'appellent Patrick (1958, instr. Jean-Luc Godard)
- Smukke Serge (Le beau Serge) (1958, instr. Claude Chabrol)
- Paris nous appartient (1958, instr. Jacques Rivette)
- Fætrene (Les cousins) (1959, instr. Claude Chabrol)
- Ung flugt (Les quatre cents coups) (1959, instr. François Truffaut)
- En kvinde er en kvinde (Une femme est une femme) (1961, instr. Jean-Luc Godard)
- Cleo fra 5 til 7 (Cléo de 5 à 7) (1962, instr. Agnès Varda)
- Slottet i Sverige (Château en Suède) (1963, instr. Roger Vadim)
- Kærlighedskarrusellen (La ronde) (1964, inst. Roger Vadim)
- Bruden var i sort (La mariée était en noir) (1968, instr. François Truffaut)
- Claires knæ (Le genou de Claire) (1970, instr. Eric Rohmer)
- Frihedens spøgelse (Le fantôme de la liberté) (1974, instr. Luis Buñuel)
- Le Juge et l'Assassin (1975, instr. Bertrand Tavernier)
- Den nye verden (La nuit de Varennes) (1982, instr. Ettore Scola)
- Dronning Margot (La Reine Margot) (1993, instr. Patrice Chéreau)
- Les Acteurs (1999, instr. Bertrand Blier)

Som instruktør og manuskriptforfatter stod han bag filmene:
- Églantine (1971)
- Les volets clos (1972)
- L'oiseau rare (1973)
- Un amour de pluie (1974)
- Un bon petit diable (1983)